# Mazidło

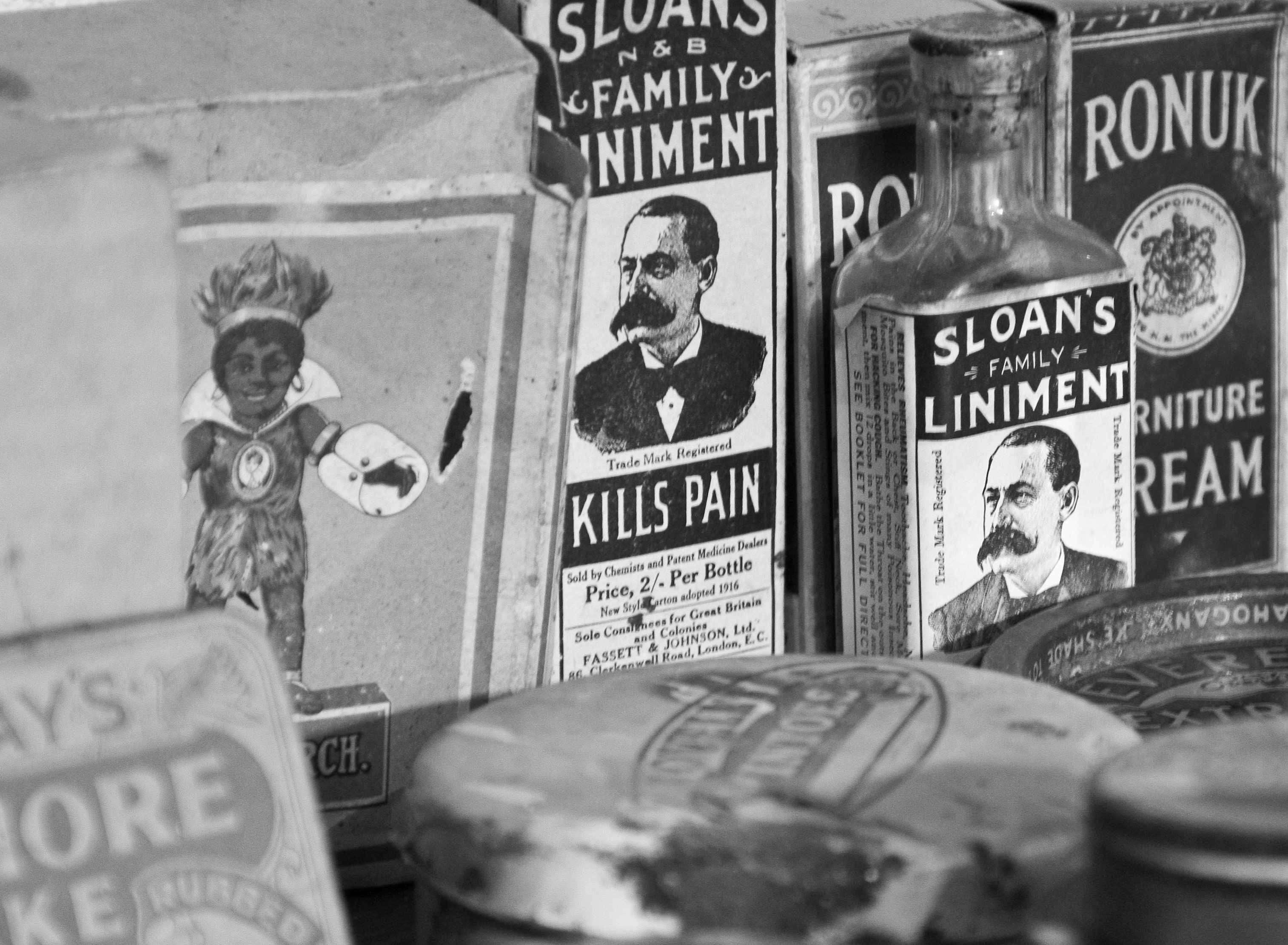
Mazidło

Mazidło (łac. linimentum) – galenowa półstała postać leku, o konsystencji rzadszej od maści. Jako podłoża do sporządzania mazideł stosuje się:
- olej tłusty (roślinny), np. oliwa — mazidło olejowe
- lanolina — mazidło lanolinowe,
- mydło — mazidło mydlane

W podłożu tym są rozpuszczone lub zawieszone (zawiesina, emulsja) substancje lecznicze (jedna lub więcej).
Mazidła podaje się zewnętrznie, naskórnie. Są stosowane w dermatologii. Istotą stosowania mazideł jest wykorzystanie rozpuszczalności hydrofobowej substancji leczniczej w podłożu tłustym oraz/albo zapewnienie przylegania tej postaci leku do skóry, podobnie jak w przypadku maści.
Przykłady mazideł
- Mazidło wapienne
- Mazidło Wiśniewskiego